# Xã Buena Vista, Quận Jasper, Iowa
Xã Buena Vista (tiếng Anh: Buena Vista Township) là một xã thuộc quận Jasper, tiểu bang Iowa, Hoa Kỳ. Năm 2010, dân số của xã này là 635 người.